# Ahmed Ouali Alami
Pour les articles homonymes, voir Alami.
Ahmed Ouali Alami, né le 29 avril 1982 à Kénitra (Maroc), et plus connu sous le nom de Hamada, est un footballeur marocain qui joue actuellement au club du Kawkab de Marrakech.
Le 18 décembre 2007, il est sélectionné en équipe nationale marocaine par Henri Michel juste avant la CAN 2008.

## Palmarès
- Champion du Maroc en 2010 avec le Wydad de Casablanca